# Ваньянь Цзін
Ваньянь Цзін (спрощ.: 完颜璟; кит. трад.: 完顏璟; піньїнь: Wányán Jǐng), храмове ім'я Чжанцзун (кит.: 章宗; піньїнь: Zhāngzōng; 31 серпня 1168 — 29 грудня 1208) — шостий імператор династії Цзінь.

## Життєпис

### Внутрішня політика
Походив з роду Ваньянь. Син князя Ваньянь Юнуна, сина імператора Шицзуна, та імператриця Сяої. При народженні отримав чжурчженське ім'я Мадаге та китайське Цзін. Здобув конфуціанську освіту, водночас навчався старовинним традиціям чжурчженів. У 1189 році після смерті діда-імператора успадкував трон.
Того ж року для зміцнення імператорського контролю засновано канцелярія прокурорів з великими правами. У 1192 році урядові інспектори обстежили земельні наділи. У 1194 році видав дозвіл чжурчженям наслідувати китайським ритуалам. Того ж року після низки повеней на річці Хуанхе доклав значних зусиль для ліквідації наслідків лиха.
Чжанцзун продовжував політику Ши-цзуна в області культури. За наказом імператора було зведено конфуціанські храми у кожній з префектур. У 1195 році було складено офіційний збірник церемоній, запроваджено заохочувальні заходи для здобувачів наукових ступенів, поповнено імператорську бібліотеку.
У 1197 році як завершення податково-фіскальної реформи було проведено новий загальний перепис майна, що дозволило поліпшити оподаткування різних верств підданих імперії, наповнити скарбницю.
У зв'язку з загостренням становищем на північно-західних кордонах імперії тут розпочато оборонне будівництво, в результаті у 1197—1199 роках на було насипано вал.
У 1202 році була завершена кодифікація законів, яку розпочато ще за попередника Чжанцзуна.

### Зовнішня політика
У 1195 році було спрямовано військо для приборкання кочівників на захід від хребта Хінган. Експедиція затягнулася до початку 1196 року, і лише влітку того ж року чжурчженям вдалося розбити татарське плем'я цзубу на річці Керулен, але вже восени кочові кидані просунулися до Сіньчжоу. Зрештою вождь північних цзубу Сечу підкорився чжурчженям, воєначальник Ваньянь Цзунхао домігся помітних успіхів у приборканні племен онгутів, хеділа, шанкетун, що проживали на захід від Хінгану.
У 1204 році війська держави Сун здійснювали вилазки на прикордонні землі Цзінь, надихаючись закликами першого міністра Хань Донвея повернути втрачені території. Імператор створив в Бяньцзіні комітет з умиротворення Хенані, поставивши на чолі його Пусань Гуя, і почало готуватися до оборони.
У 1206 році сунські війська перейшли в наступ, але зазнали поразки. Китайський намісник в Сичуані У Сі перейшов на бік Цзінь, й сунські війська з великими труднощами утримали цю провінцію. У 1207 році цзіньський головнокомандувач Ваньянь Цзунхао домігся рішучої перемоги. Хань Довея, як призвідник війни, був зміщений і страчений. 2 листопада 1208 року імператор Чжук-цзун уклав мирний договір з сунським імператором, за яким щорічна данина на користь Цзінь збільшилася до 300 тис. лян срібла і 300 тис. рулонів шовку.
Через два місяці після цього помер Чжанцзун і на престол було зведено стрийка останнього — Ваньянь Юнцзи.

## Девізи правління
- Мінчан (明昌) 1190—1196
- Ченань (承安) 1196—1200
- Тайхе (泰和) 1201—1208